# Nicolas Jules Persil
Pour les articles homonymes, voir Persil (homonymie).
Nicolas Jules Persil est un homme politique français né le 8 février 1811 à Paris et mort le 30 juin 1887 à Paris.

## Biographie
Fils de Jean-Charles Persil, il est substitut au tribunal de la Seine, puis avocat général à la cour d'appel de Paris. Il est député du Gers de 1842 à 1848, siégeant dans la majorité soutenant les ministères de la Monarchie de Juillet. Il devient notaire à Paris en 1853.

## Sources
- « Nicolas Jules Persil », dans Adolphe Robert et Gaston Cougny, Dictionnaire des parlementaires français, Edgar Bourloton, 1889-1891 [détail de l’édition]